# Aleksandr Ivanovič Musin-Puškin
Conte Aleksandr Ivanovič Musin-Puškin, in russo Александр Иванович Мусин-Пушкин? (San Pietroburgo, 10 giugno 1827 – Odessa, 19 dicembre 1903), è stato un generale russo.

## Biografia
Era il figlio di Ivan Alekseevič Musin-Puškin (1783-1836), e di sua moglie, Marija Aleksandrovna Urusova (1801-1853).

## Carriera
Nel 1849 venne promosso al grado di tenente e partecipò alla soppressione della rivoluzione ungherese del 1848.
Nel 1853 venne promosso al grado di capitano e partecipò alla Guerra di Crimea (1853-1856). Nel 1856 divenne aiutante di campo. Dal 1859 venne promosso al grado di colonnello.
Nel 1866 venne promosso a maggior generale e comandò il Reggimento di cavalleria. Nel 1876 venne promosso a tenente generale.
Dal 1881 è stato nominato comandante del 5º reggimento d'Armata. Nel 1887 fu nominato assistente comandante del Distretto Militare di Varsavia.
Nel 1890 venne promosso a generale di cavalleria, con la nomina del comando del Distretto Militare di Odessa.

## Matrimonio
Nel 1854 sposò Ol'ga Aleksandrovna Paškova (1835-1928), figlia del generale Aleksandr Vasil'evič Paškov. Ebbero cinque figli:
- Aleksandr Aleksandrovič (1856-1907);
- Ivan Aleksandrovič (1857-1928);
- Elizaveta Aleksandrovna (1859-1941);
- Sof'ja Aleksandrovna (1862-1958);
- Sergej Aleksandrovič (1872-1880).

## Morte
Morì il 19 dicembre 1903, a Odessa.